# Delias aroae
Delias aroae is een vlindersoort uit de familie van de Pieridae (witjes), onderfamilie Pierinae.
Delias aroae werd in 1900 beschreven door Ribbe.